# Daniel Attard
Daniel Attard (Pietà, 18 aprile 1992) è un politico maltese, membro del Partito Laburista ed europarlamentare dal 2024.

## Biografia
Nato a Pietà, Daniel Attard si laureò in giurisprudenza all'Università di Malta, senza tuttavia esercitare mai la professione di avvocato. Ottenne inoltre l'abilitazione alla pratica di notaio nel 2015.
All'età di ventun anni venne eletto sindaco di Mtarfa e, durante gli studi universitari, lavorò per la missione maltese presso le Nazioni Unite. Sempre nello stesso periodo, fu inoltre collaboratore dei ministri Helena Dalli ed Evarist Bartolo. Svolse per qualche tempo il lavoro di giornalista per ONE News, l'organo di stampa del Partito Laburista. Nel 2021 lasciò la carica di sindaco per diventare vice commissario di Malta nel Regno Unito.
Particolarmente vicino ai primi ministri Joseph Muscat e Robert Abela, si candidò al Parlamento europeo in occasione delle elezioni europee del 2024. La sua candidatura fu letta da una parte della stampa come un tentativo di sostituire gli europarlamentari uscenti con i lealisti di Abela. Nei sondaggi effettuati, Attard risultò il terzo candidato più popolare e, al termine delle consultazioni, fu il secondo laburista ad essere eletto europarlamentare in quella tornata. Divenne membro della commissione per i trasporti e il turismo.
Nel mese di maggio del 2025 la presidente del Parlamento europeo Roberta Metsola richiese la revoca dell'immunità parlamentare di Attard in relazione a un'indagine per corruzione legata a Huawei. Lo scandalo coinvolse Attard insieme ad altri quattro colleghi: gli italiani Salvatore De Meo, Fulvio Martusciello e Giuseppina Princi e il bulgaro Nikola Minchev. In merito alla questione, Attard negò di aver messo in atto qualsiasi tipo di cattiva condotta.